# ブラバント革命
ブラバント革命（ブラバントかくめい、仏: Révolution brabançonne）は、1789年10月24日に生じたベルギー合衆国建国につながった革命である。この革命は同時期に起きた他の革命とは全く違う特徴を持っていた。リエージュ革命やフランス革命、アメリカ独立革命が社会刷新の表れであったとするならば、ブラバント革命は現存の社会秩序を維持を目指し、ヨーゼフ主義や啓蒙専制主義に対して抵抗した運動であった。こうした過程を通じてオーストリア領ネーデルラントの諸州は共属意識を高め、1790年1月11日にベルギー合衆国というベルギー国家の最初の建国をおこなった。しかし、この国家はわずか数か月後、特に建国者たちの仲違いで失敗に終わった。